# Резня в Паулин-Дворе
Резня в Паулин-Двор (хорв. Pokolj u Paulin Dvoru, серб. Злочин у Паулин Двору) — преступления против сербских гражданских лиц, совершённые хорватскими солдатами в селе Паулин-Двор неподалёку от города Осиек 11 декабря 1991 года.

## История

### Предыстория
Паулин-Двор — село в географическом регионе Восточная Славония, ныне является частью хорватской общины Шодоловци. В 1991 году, согласно переписи населения, в нём проживало 147 сербов, девять югославов, четверо хорватов и восемь представителей других национальностей. 
Осенью 1991 года, во время боевых действий, Восточная Славония стала ареной кровопролитных боёв между Югославской народной армией и формированиями местных сербов с одной стороны, и частей Хорватской гвардии и МВД — с другой. Хорватские войска атаковали гарнизоны югославской армии и вели бои с сербскими отрядами за населённые пункты. В свою очередь, Югославская народная армия проводила операцию по деблокаде осаждённых казарм. Среди них был и гарнизон ЮНА в городе Осиек, где дислоцировалась 12-я пролетарская механизированная бригада. Кроме того, югославские войска активно вели наступательные операции в других районах Восточной Славонии. Линия фронта пролегала неподалёку от Паулин-Двора.

### Убийство гражданских лиц
Жители села Паулин-Двор не организовывали отряд самообороны и не пытались сопротивляться хорватской власти, так как получили гарантии от жителей соседних хорватских сёл, что им ничего не угрожает. Однако в ноябре 1991 года хорватские солдаты, занявшие село, поместили всех жителей в два дома, откуда выпускали их только для работ по хозяйству. 11 декабря 1991 года несколько бойцов 130-й бригады хорватской гвардии вошли в дом Андрийи Буквича в селе Паулин-Двор, где под домашним арестом находилось несколько гражданских сербов и один венгр. Вошедшие в дом солдаты открыли беспорядочную стрельбу и бросили несколько ручных гранат, в результате чего погибли 18 человек (10 мужчин и восемь женщин). По данным ряда СМИ, эта казнь стала местью за гибель в бою одного из солдат их подразделения. После резни солдаты взорвали дом. Ещё одна парализованная женщина была убита в селе 12 декабря. 
О преступлении был немедленно оповещён командующий Оперативной зоной «Осиек» Карл Гориншек, передавший информацию в Главный штаб хорватской армии. Было начато расследование, которое не привело к каким-либо результатам.
Спустя три дня после резни село заняли солдаты Югославской народной армии, обнаружившие тело одной из жертв.

### Дальнейшие события
Тела 17 жертв были вывезены из Паулин-Двора и спрятаны на военном складе «Луг» близ Чепина. Тело ещё одной жертвы было брошено возле уничтоженного дома, а тело убитой 12 декабря женщины впоследствии было найдено близ села Храстин. В 1996 году интерес к этому объекту начали проявлять представители Международного трибунала по бывшей Югославии, что стало причиной перемещения останков в другое место. По данным сербских СМИ и неправительственной организации «Веритас», перевезти тела жертв предложил генерал Джуро Дечак. При участии хорватских спецслужб военнослужащие инженерной бригады хорватской армии скрыли останки убитых в Паулин-Дворе людей на горном хребте Велебит. В 2002 году тела были найдены следователями МТБЮ. 18 июня 2003 семьи погибших идентифицировали их в Институте судебной медицины в Загребе, после чего большинство тел были захоронены в Паулин-Дворе.
14 сентября 2002 года Министерство внутренних дел Хорватии сообщило, что по подозрению в причастности к преступлению в Паулин-Дворе задержаны двое ветеранов 130-й бригады. Расследование было начато совместно с военной полицией хорватской армии. В марте 2003 года им было предъявлено обвинение. По данным СМИ, хорватское правосудие опиралось и на материалы, собранные МТБЮ.
В 2005 году Верховный суд Хорватии осудил за это военное преступление бывшего солдата 130-й бригады Николу Иванковича на 15 лет тюремного заключения. Кроме него, за участие в этом преступлении был осуждён Энес Витешкич, получивший 11 лет тюрьмы.  
В 2005 году муниципальный суд Осиека вынес решение, согласно которому Хорватия должна выплатить 200 000 кун мужчине, чьи родители были убиты в Паулин-Дворе.
До сих пор не известно, кто ещё участвовал в убийстве гражданских и почему их тела были закопаны под Госпичем. В 2010 году президент Хорватии Иво Йосипович принёс извинения за это военное преступление.
За участие в перемещении и скрытии тел жертв никто не понёс ответственности.